# Keith Hessler
Keith Hessler (né le 15 mars 1989 à Silver Spring, Maryland, États-Unis) est un lanceur de relève gaucher qui a joué pour les Diamondbacks de l'Arizona et les Padres de San Diego de la Ligue majeure de baseball entre 2015 et 2016.

## Carrière
Joueur des Chanticleers de la Coastal Carolina University en Caroline du Sud, Keith Hessler est repêché au 28e tour de sélection par les Diamondbacks de l'Arizona en 2010.
Lanceur de relève, il fait ses débuts dans le baseball majeur avec Arizona la 8 août 2015 face aux Reds de Cincinnati.
Après ses débuts pour Arizona en 2015, il partage la saison suivante entre les Diamondbacks et les Padres de San Diego, après avoir été le 10 mai 2016 réclamé au ballottage par ces derniers.